# 貝盧斯克里克 (北卡羅萊納州)
貝盧斯克里克（英語：Belews Creek）是位於美國北卡羅萊納州福賽斯縣的非建制地區。

## 歷史
貝盧斯克里克的郵局自1830年營運至今。

## 地理
貝盧斯克里克所處的海拔為高於海平面265米（即869英呎），而該地所採用的時區為UTC-5，即北美东部时区（EST）。同時該地設有夏令時間，為UTC-5調快一小時，即UTC-4（EDT）。